# Guillermo Morphy
Guillermo Morphy y Ferriz de Guzmán, conde de Morphy (Madrid, 29 de febrero de 1836 – Baden, Suiza, 28 de agosto de 1899), fue un crítico, musicólogo, historiador, pedagogo y compositor español. Fue elegido por la reina Isabel II gentilhombre de cámara del príncipe Alfonso, futuro rey Alfonso XII, y tras la revolución de 1868, pasó a ser preceptor del mismo. Durante la Restauración borbónica, Alfonso XII le nombró su secretario personal, cargo en el que continuó durante la regencia de la reina regente María Cristina.Morphy, junto a la infanta Isabel,  otra gran mecenas de la familia real,  intervino con la Corona en beneficio de los músicos, quienes obtuvieron pensiones y recomendaciones para proyectar su carrera a nivel internacional. Llegó a ser un personaje muy admirado en los círculos artísticos del Madrid del siglo XIX y por su servicio a la Corona de España le fue otorgado el título de conde de Morphy.

## Biografía
De ascendencia irlandesa, nació en Madrid el 29 de febrero de 1836. Pasó su infancia de viaje por Francia, Italia y Alemania, entre otros países, donde reunió una educación europea renacentista, amante del arte y las letras. En 1863 se encontraba en Bruselas recibiendo clases del compositor François-Joseph Fétis, de donde regresó para entrar en el Palacio Real de Madrid como gentilhombre del entonces príncipe de Asturias y futuro rey Alfonso XII. Con la Revolución de 1868 que destronó a Isabel II, Guillermo Morphy decidió abandonar sus negocios como abogado en Madrid y emprender el exilio voluntario, manteniéndose al lado del príncipe Alfonso primero en París y, más tarde, en Viena, tras la Guerra franco-prusiana. 
Durante este tiempo no dejó de dedicarse a su gran pasión, la música, componiendo obras y dando conciertos, como el que tuvo lugar en la Sala Herz de París y llevando a cabo estudios musicológicos sobre la música de vihuela española del siglo XVI. El ideal de su vida era componer la ópera nacional a la que dedicó sus esfuerzos durante su estancia en Austria. Allí compuso la ópera Lizzie y otras piezas para la orquesta de Richard Strauss. Una vez establecida la Restauración borbónica, vuelve a España con el rey, quien le nombra su secretario personal y le concede el 3 de mayo de 1882 el título del conde de Morphy.

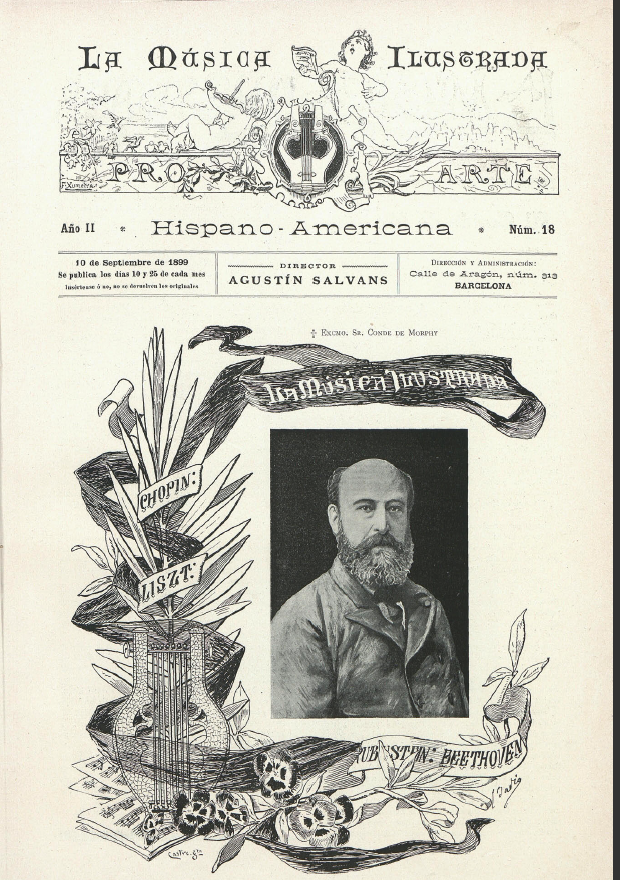
Conde de Morphy en La música ilustrada (1899)

Tras su fallecimiento, la condesa de Morphy logró la publicación de su obra Les luthistes espagnols du XVI Siècle (1902) en Leipzig, considerada el "primer estudio que se realizó sobre la vihuela y sus intérpretes", fue el germen del interés de los guitarristas por la música para vihuela. También tradujo al español una biografía sobre Beethoven, y en 1892 ingresó en la Real Academia de Bellas Artes de San Fernando.   
Además, fue protector de muchos músicos de su época, entre los que destacan  Tomás Bretón, Pablo Casals e Isaac Albéniz, a quien abrió las puertas de la Corte y facilitó los trámites para ser pensionado y continuar con su formación en el Conservatorio Real de Bruselas. 
A finales de 1883, crea el Instituto Filarmónico, una Escuela Libre de Enseñanza, como alternativa al Conservatorio de Madrid, basándose en modelos europeos como la entidad vienesa Gessellschft der Musikfreunde cuya sociedad reunía a "amigos de la música" con el fin de propulsar la música en su país. De esta manera, Morphy forma una sociedad de la que es presidente y reúne 84 artistas comprometidos con la defensa del Arte nacional. Su propósito, extender la educación musical a todas las capas de la sociedad con métodos cercanos a la Europa moderna, que el mismo Morphy conocía en profundidad. Su escuela de canto, dirigida por Napoleón Verger, contribuyó a elevar el nivel de canto en España y sus alumnos participaron en el proyecto de Tomás Bretón de establecer el drama lírico nacional. Forman parte de su claustro personalidades tan destacadas como Tomás Bretón, Emilio Serrano, Apolinar Brull, Isaac Albéniz o Fernández Arbós.

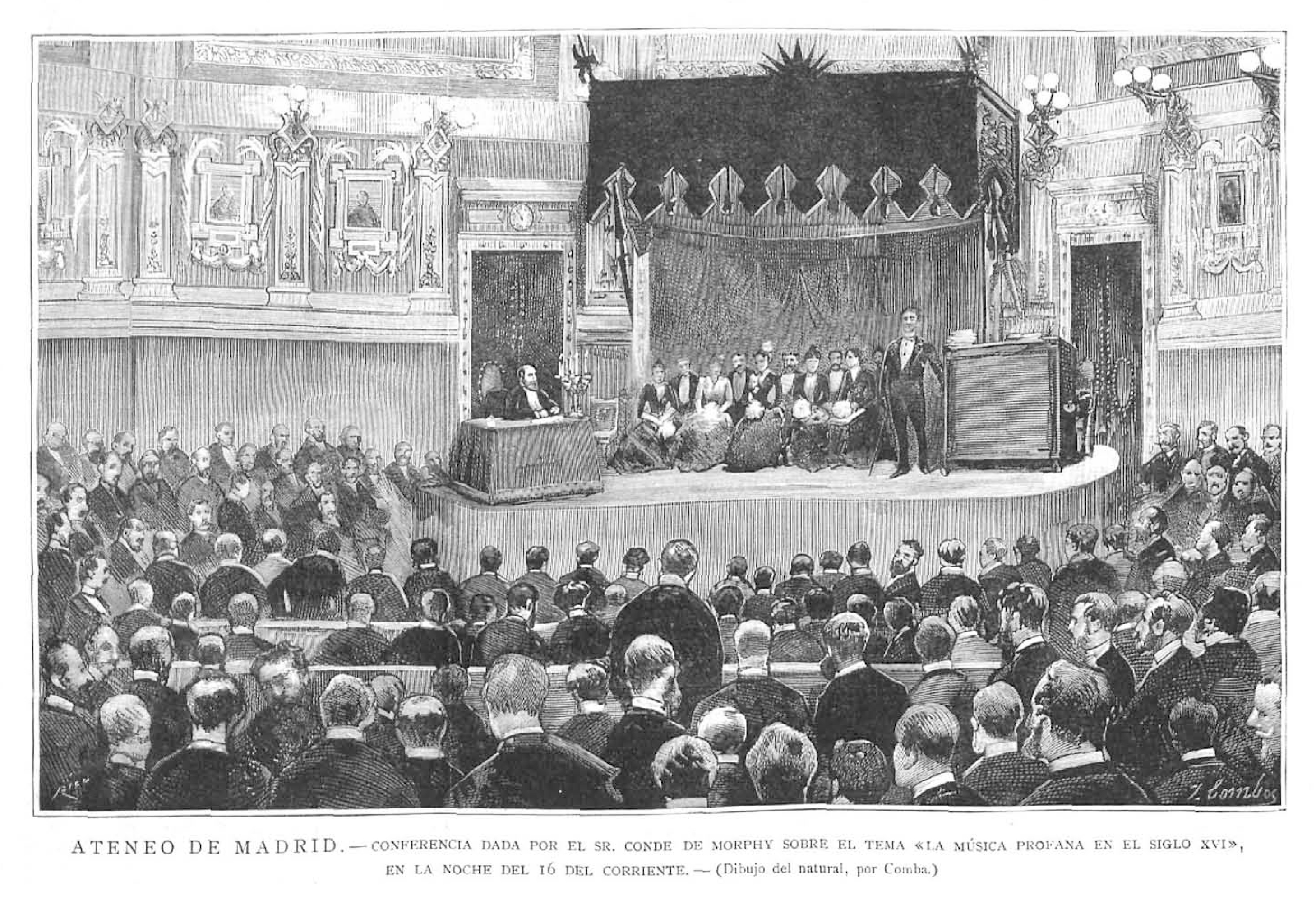
Conferencia del conde de Morphy en el Ateneo de Madrid. La Ilustración Española y Americana (1887).

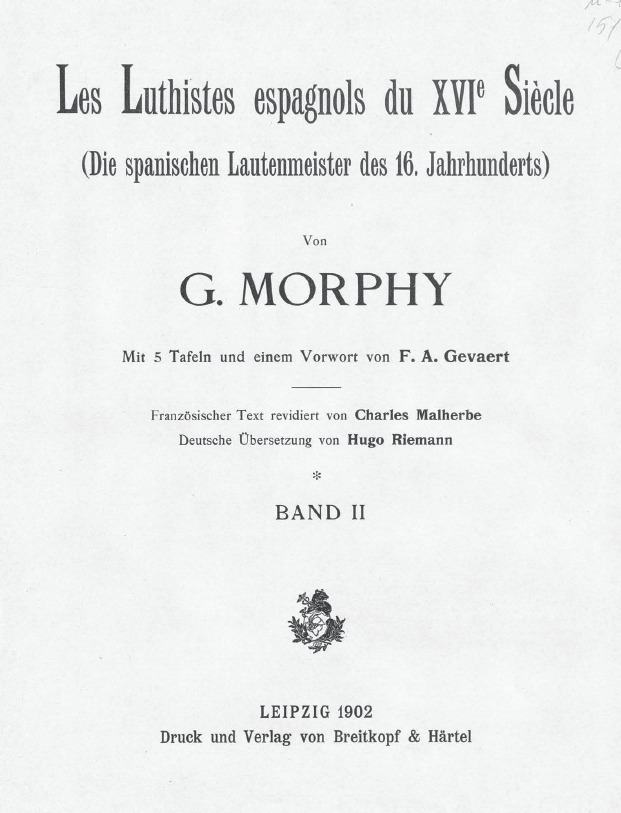
G. Morphy. Les Luthistes espagnols du XVIe Siecle (1902).

En 1885 fue elegido presidente de la Sociedad de Conciertos de Madrid, cargo en el que se mantuvo, junto a Tomás Bretón como director, hasta 1891. Además, llevó a cabo una intensa labor como presidente de la Sección de Bellas Artes del Ateneo de Madrid. Desde 1886 hasta 1895, impartió al menos 9 conferencias. De especial relevancia  fue su ciclo de conferencias sobre Beethoven, en colaboración con la Sociedad de Conciertos y el afamado pianista francés Francis Planté. Destaca su Discurso de recepción que tuvo lugar el 23 de diciembre de 1886, «El arte español en general y particularmente nuestras Artes suntuarias», en el que trata del porvenir artístico e industrial de la España moderna, poniendo de relieve los elementos autóctonos sobre los que reconstruir el arte nacional. Morphy realiza un repaso por la historia de España, muestra su admiración por los Reyes católicos y defiende la monarquía y el catolicismo como identidades nacionales que hicieron posible el esplendor de las artes. Considera que se deben recuperar las fábricas de  tejido, seda y tapices para lograr, al igual que otros países europeos, la "regeneración artístico-industrial de nuestro país". Insiste en la importancia de la educación en las clases modestas, y pone de ejemplo a otros países del norte de Europa, donde la mujer participa en la vida intelectual de estas sociedades modernas. Asimismo, Morphy critica a los librepensadores, defensores, a su juicio, de un liberalismo llevado a la exageración e insiste en que para el desarrollo de las iniciativas en el terreno artístico es necesario un moderado proteccionismo.   
Morphy fue el primero en realizar conciertos históricos sobre música española profana del siglo XVI. Su primer concierto tuvo lugar durante su exilio en la Sala Hertz de París (1869), siguiendo el ejemplo de los realizados por su maestro Fétis, más tarde, en el Ateneo de Madrid (1887), sirviendo de precedente a que otros destacados musicólogos como Felipe Pedrell acometieran esta empresa años más tarde.
El salón privado de los Conde de Morphy en la calle Mendizábal, 43 de Madrid se convirtió en un centro de reunión de artistas, que en la misma línea cultivaron la música de cámara y la canción culta española para voz y piano y desde donde Morphy ejerció su magisterio prestando ayuda, protección y consejo. 
Durante la década de los 90, con Cánovas del Castillo al frente del Ateneo, se continúan los esfuerzos hacia la modernización de la entidad: alumbrado eléctrico, aumento de conferencias, incremento del número de socios y nombramiento de la primera mujer, Alejandrina Gessler de Lacroix, conocida como Anselma, como socia de honor. En el terreno musical Guillermo Morphy consigue que también colaboren en las conferencias musicales, personalidades de diferentes ideologías unidos por el mismo deseo de regeneración del país, como Gabriel Rodríguez, Felipe Pedrell, Menéndez Pelayo, Narciso Sentenach, Pedro Fontanilla y Emilio Serrano. También tuvieron un gran éxito en la entidad las veladas musicales en las que se lleva a cabo una renovación musical gracias a la participación de artistas pertenecientes a su círculo íntimo como Isaac Albéniz, Pablo Casals, Fernández Arbós, Tomás Bretón, Emilio Serrano o Napoleón Verger; mujeres como María Luisa Guerra, María Luisa Chevallier, Isabel Echevarría de Aguirre y Matilde Torregrosa y, por último, personajes de renombre internacional como D´Albert o Francis Planté. 
Como crítico musical aparece como redactor de un gran número de revistas y periódicos de la época, destacando su colaboración con La Correspondencia de España. Morphy se convirtió en el principal difusor de la música extranjera y defensor del drama lírico de Tomás Bretón e Isaac Albéniz. También promovió la puesta en escena de la obra de Wagner, al considerar necesario el estudio de su armonía e instrumentación por los jóvenes compositores españoles y al reconocer su enorme influencia en la época, pero desaconsejando su imitación. Rechazó el verismo italiano y defendió la obra de Verdi, Mancinelli y Saint-Saëns por acometer una obra universal sin renunciar a su raza y esencia latina.
Murió en el Gran Hotel de la localidad de Baden, en Suiza, balneario al que acudía debido a su minada salud. Fue enterrado en el cementerio Bruggerstrasse, debido a los problemas surgidos para traer su cuerpo a España.